# Johannes Marré
Johannes Marré (7 de enero de 1921, Buschhausen, Alemania - 2 de julio de 2015, Bonn, Alemania) fue un diplomático alemán.

## Biografía
Marré ingresó en 1952 al Servicio Exterior de la República Federal de Alemania. Fue destinado a las embajadas alemanas en Colombia, Guatemala y México. De 1973 a 1979 fue asesor en asuntos latinoamericanos en el Servicio Exterior.
De 1979 a 1986 fue embajador de Alemania en Montevideo. La mayor parte de esos años correspondió a la dictadura cívico-militar; y en ese entonces, Marré se hizo un nombre como defensor de la democracia y los derechos humanos.
Es presidente de honor del Ibero-Club Bonn e.V.
Estuvo casado con Inger Andersson, de quien enviudó en marzo de 2012; tuvo tres hijos: Franz, Christof e Ingela.

## Publicaciones
- Johannes Marré, Karl-Günther von Hase (Hrsg.): Ministerialdirigent a.D. Dr. h.c. Edmund F. Dräcker. Leben und Werk. Vom kaiserlichen Vizekonsul zum indischen Guru. Eine Dokumentation. 2. (immer noch unvollendete) Auflage. Wissenschaftliche Verlags-Anstalt zur Pflege Deutschen Sinngutes, Baden-Baden 2000, ISBN 3-7890-6950-7 (Beiträge zur Popularisierung deutscher Behörden. Reihe A: Das Auswärtige Amt 4d, Herausragende Angehörige des Auswärtigen Dienstes 2).[7][8]